# 1331년

## 연호
- 원(元) 지순(至順) 2년
- 일본(日本) 다이카쿠지통(大覺寺統) 겐토쿠(元徳) 3년 / 겐코(元弘) 원년
- 일본(日本) 지묘인통(持明院統) 겐토쿠(元徳) 3년
- 쩐 왕조(陳朝) 카이흐우(開佑) 3년

## 기년
- 원(元) 문종(文宗) 복위 3년
- 고려(高麗) 충혜왕(忠惠王) 원년
- 쩐 왕조(陳朝) 헌종(憲宗) 3년

## 탄생
- 조선(朝鮮)의 무신(武臣) 이지란(李之蘭)